# الدوري الجنوبي لكرة القدم 1927–28
الدوري الجنوبي لكرة القدم 1927–28 (بالإنجليزية: 1927–28 Southern Football League)‏ هو موسم من الدوري الجنوبي الممتاز. فاز فيه نادي كيترينغ تاون.